# 羅蘭 (北卡羅萊納州)
羅蘭（英語：Rowland）是一個位於美國北卡羅萊納州羅伯遜縣的城鎮。

## 人口
根據2020年美國人口普查的數據，羅蘭的面積為2.73平方千米，皆為陸地。當地共有人口885人，而人口密度為每平方千米324人。